# Jörg Öchsl
Jörg Öchsl ou Öxl est un maître d'œuvre de la cathédrale Saint-Étienne de Vienne de 1506 à 1510.

## Biographie
Il est mentionné comme parlier de Jörg Kling à la cathédrale Saint-Étienne de Vienne en 1495. Il succède à Kling après sa mort en 1506. Cependant, malade, il devra céder son poste à Anton Pilgram en 1510.
La tâche principale d'Öchsl est de poursuivre la construction de la tour nord, où la partie supérieure du massif des piliers nord-ouest lui est clairement attribuée par les dates 1507 et 1511 qui y sont indiquées. Le vestibule du portail épiscopal nord pourrait également correspondre à l'activité d'Öchsl.
Il est sans conteste l'auteur du Baldaquin d'Öchsl au-dessus de l'autel de Saint-Martin dans l'angle sud-ouest de la nef.